# スノーバケット

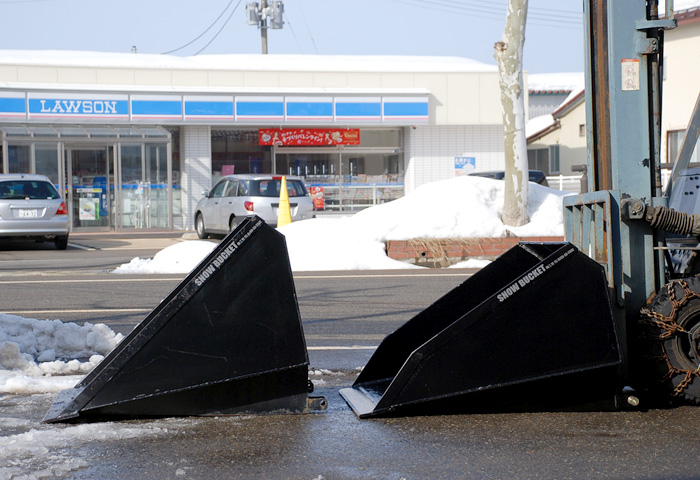
・00系 豪雪型（左側）
・14系 取回しスイスイ型（右側）

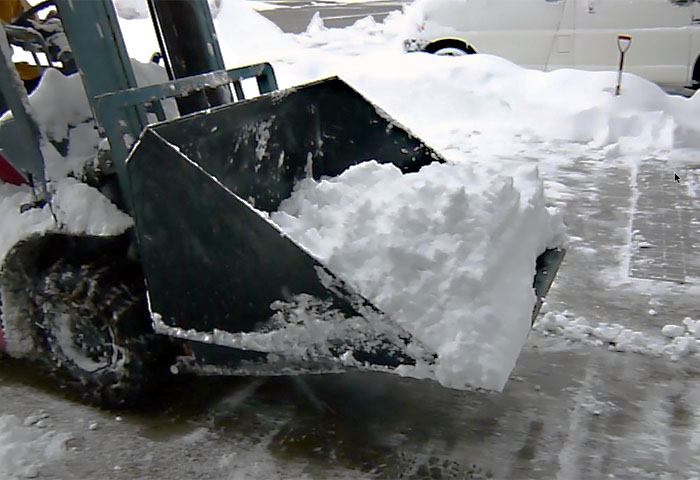
除雪中のスノーバケット

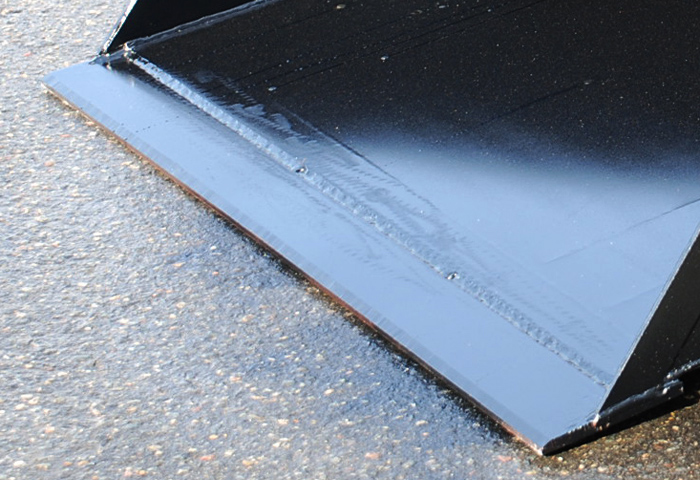
スノーバケットのエッジ部分。ヘルテン鋼またはS50Cが使用されている。

スノーバケットとは、本格的な除雪を行うために設計されたフォークリフト雪かきアタッチメントである。
フォークリフトに短時間で装着できるため、急な大雪に対応可能である。

スノーバケットの設計・製造は、新潟県長岡市の株式会社橘工芸で行われている。（商標権の保有も同社）

## 特徴
- 国産スタンダードフォークリフト各型式に対し、ジャストフィットで製作されている。このため、汎用バケットや汎用スノープラウと比較した場合、オペレーターから見た利便性が高い。
- 雪のすくい上げ、排雪などの本格的な除雪作業を行うことができる。豪雪地帯（および特別豪雪地帯）で使用可能である。
- 連結ピンによってフォークリフトに短時間（おおむね90秒以内）で装着できる。また、装着や取り外しの際に工具は不要である。
- 鉄道貨物駅、集配センター、倉庫などの物流拠点に配置することで、除雪車を導入するよりも低コストで雪害に備えることができる。（防災用品）
- 除雪の他、「砕石」や「もみがら」の積込み、「養鶏場や養豚場での糞尿処理」などで使用されている。

## 種類

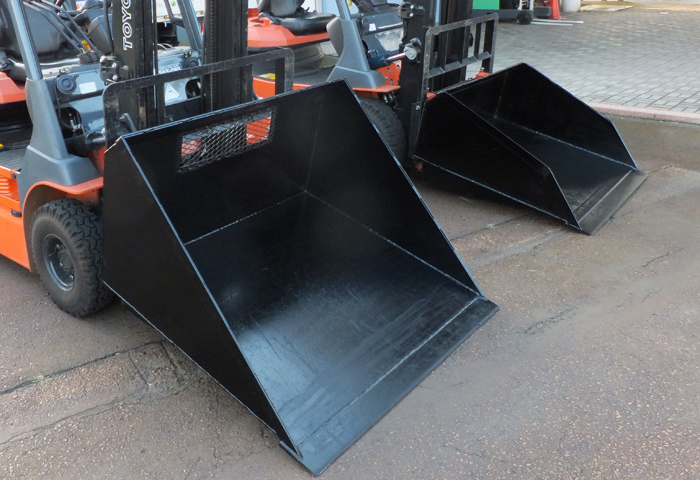
・00系 豪雪型 ＋ 先端の見えるオプション（手前側）
・14系 取回しスイスイ型（奥側）

### 00系 豪雪型
- 新潟県魚沼地域などの豪雪地帯での除雪作業に適している。
- バケットが深くオペレーターから先端が見えないため、障害物の多いスペースでの運用には注意を要する。
- 00系 豪雪型 専用オプション「先端の見える SNOW BUCKET」にすることで、エキスパンドメタル[1]越しにバケット先端を見ることができる。

当初は単に「スノーバケット」と呼ばれていたが、新型試作機の開発が始まった頃から「00系（ぜろぜろけい）」と表現されるようになり、2014年（平成26年）10月1日より「00系 豪雪型」の名称になった。

### 14系 取回しスイスイ型
- 00系 豪雪型を元にバケットの高さを低くし、先端を見えやすくした改良型。積載容量は、00系 豪雪型の約80 %。
- オペレーターは、除雪作業中にバケット先端を確認することができる。
- 一般的な降雪地域に適している。

2013年（平成25年）冬に販売開始された頃は、単に「14系（いちよんけい）」と呼ばれていた。2014年（平成26年）10月1日より「14系 取回しスイスイ型」の名称になった。

## 商標
株式会社橘工芸が商標権を保有している。

## 模倣品の存在
スノーバケットの模倣品（産業財産権を侵害している製品、商品）が、インターネットオークションやオンラインストアで反復継続して販売されている。商標の類否の判断にあたっては、商標の見た目（外観）・読み方（称呼）・一般的な印象（観念）が個別的には類似しない場合であっても、具体的取引状況によっては、これらの基準の総合的な類似性の有無について判断される。
模倣品は、エッジ部分の厚さ9 mm以下もしくは別途取付けられていないため、耐衝撃性や耐摩耗性が大きく劣っている。また、模倣品の鋼板厚は3.2 mm以下で、補強部材が省略されている貧弱な造りの製品が多い。模倣品は、外観こそ本物に似ているが、想定外の大雪に備える防災用品としての機能を十分満たしているとは言えないため、注意が必要である。

## 雪かきアタッチメント、除雪機 - 比較表
|                                                            | 除雪可能な 雪質・積雪量            | 除雪方法                   | 特 徴 |
| ---------------------------------------------------------- | ---------------------------------- | -------------------------- | --- |
| スノーバケット （フォークリフト用アタッチメント）          | 新 雪 : 約2m以下 硬い雪 : 約2m以下 | 押 す 積み上げ 運 ぶ 排 雪 | - 2mの硬い雪から、10cm以下の新雪まで、幅広く対応できる。 - 各型式に対してジャストフィットで製作されているため、バケットのブレが少ない。 - 4トン車用から1トン未満車用までラインナップされている。4トンを超えるクラスについては、特注オーダーで製作されている。 - エッジ部分に、ヘルテン鋼またはS50Cが使用されている。 |
| 汎用型スノープラウ （フォークリフト用アタッチメント）      | 新 雪 : 約30cm                     | 押 す 積み上げ             | - 30cm以下のやわらかい新雪に最適。 - 異なるメーカーのフォークリフトで共用できる。 - 汎用品のため、接合部の隙間が非常に大きい。プラウの横ブレ、垂直方向のガタつきが大きい。 - 取付方法において、作業中にスノープラウが脱落する不具合のある商品が一部存在する。 - エッジ部分に、耐摩耗性の低いSS材が使用されている物が多い。SS材エッジの場合、5cmほど浮かせた状態で運用するため、路面に雪が残る。 - 除雪能力、剛性などの要素を合わせて考えた場合、寡雪地域での極端な大雪に対応できない物が多い。 |
| パレット + コンパネ DIY （フォークリフト用アタッチメント） | 新 雪 : 10cm以下                   | 押 す                      | - 10cm以下の新雪に最適。 - 低コスト。 - 日曜大工程度の道具と知識があれば、簡単に短時間で組立て可能である。 |
| 手押し式エンジン除雪機 （例: HONDA ユキオス SB800 JT）     | 新 雪 : 約20cm〜25cm               | 押 す                      | - 20cm〜25cm以下の新雪に最適。 - ブレード高が33cmであるため、それより高い積雪では押すことが難しくなる。 |
| 小型ロータリー除雪機 （例: HONDA HSS655c J）               | 新 雪 : 約40cm 硬い雪 : 約30cm     | 飛ばす 積み上げ 排 雪      | - 40cm以下のやわらかい新雪に最適。 |
| 中型ロータリー除雪機 （例: HONDA HSM1390i JN）             | 新 雪 : 約60cm 硬い雪 : 約40cm     | 飛ばす 積み上げ 排 雪      | - 新雪の他に、重みでしまった雪や屋根から落ちた雪にも適している。 - 中型ロータリー除雪機は、小型ロータリー除雪機よりも効率良く除雪できる。 |